# 원자 (순서론)
순서론에서 원자(原子, 영어: atom)는 최소 원소를 덮는 원소이다.

## 정의
부분 순서 집합 {\displaystyle (P,\leq )}의 임의의 두 원소 {\displaystyle a,b\in P}에 대하여, 이항 관계 {\displaystyle <:}를 다음과 같이 정의하자.
{\displaystyle a<:b\iff a<b\land \nexists c\in P\colon a<c<b}
"{\displaystyle a<:b}는 "{\displaystyle b}가 {\displaystyle a}를 덮는다(영어: cover)"고 읽는다.
최소 원소를 갖는 부분 순서 집합의 원자는 최소 원소를 덮는 원소이다.

### 원자 집합
부분 순서 집합 {\displaystyle (P,\leq )}가 다음 조건들을 만족시키면, 원자 집합(原子集合, 영어: atomic set)이라고 한다.
- 최소 원소 {\displaystyle \bot \in P}를 갖는다.
- 임의의 원소 {\displaystyle a\in P}에 대하여, 만약 {\displaystyle a\neq \bot }이라면 {\displaystyle b\leq a}인 원자 {\displaystyle b}가 존재한다.

부분 순서 집합 {\displaystyle (P,\leq )}가 다음 조건들을 만족시키면, 상대적 원자 집합(영어: relatively atomic set)이라고 한다.
- 임의의 원소 {\displaystyle a,b\in P}에 대하여, {\displaystyle a<b}라면 {\displaystyle [a,b]=\{c\in P\colon a\leq c\leq b\}}는 원자 집합이다.

부분 순서 집합 {\displaystyle (P,\leq )}가 다음 조건들을 만족시키면, 원자성 집합(영어: atomistic set)이라고 한다.
- 최소 원소 {\displaystyle \bot \in P}를 갖는다.
- 임의의 원소 {\displaystyle a\in P}에 대하여, {\displaystyle \sup S_{a}=a}인, 원자들의 집합 {\displaystyle S_{a}}가 존재한다.

### 공원자
거꾸로 최대 원소 {\displaystyle \top }을 가진 부분 순서 집합에 대해서는 공원자(原子coatom)라는 개념 및 이에 따른 집합 개념들을 정의할 수 있다. 즉, 부분 순서 집합 {\displaystyle (P,\leq )}의 공원자는 반대 순서 집합 {\displaystyle P^{\operatorname {op} }=(P,\geq )}의 원자이다. 마찬가지로, 공원자 집합(영어: coatomic set) · 상대적 공원자 집합(영어: relatively coatomic set) · 공원자성 집합(영어: coatomistic set)은 그 반대 순서 집합이 원자 집합 · 상대적 원자 집합 · 원자성 집합인 부분 순서 집합이다.

## 성질
최소 원소를 갖는 상대적 원자 집합은 원자 집합이다. 모든 유한 부분 순서 집합은 상대적 원자 집합이며, 따라서 최소 원소를 갖는 유한 부분 순서 집합은 원자 집합이다.

## 예
자연수(음이 아닌 정수)의 전순서 집합 {\displaystyle (\mathbb {N} ,\leq )}는 최소 원소 0을 가지며, 이 부분 순서 집합의 원자는 1밖에 없다. 이는 원자 집합이며, 상대적 원자 집합이며, 또한 원자성 집합이다. 보다 일반적으로, 모든 정렬 집합은 원자 집합이며, 상대적 원자 집합이며, 원자성 집합이다.
양의 정수의 약수 관계 {\displaystyle \mid }에 대한 격자 {\displaystyle (\mathbb {Z} ^{+},\mid )}는 최소 원소 0을 가지며, 원자는 소수이다. 이 집합은 역시 원자 집합이며, 상대적 원자 집합이지만 원자성 집합이 아니다. 예를 들어, 4는 원자들의 집합의 상한으로 나타낼 수 없다.
집합 {\displaystyle S}의 멱집합 {\displaystyle ({\mathcal {P}}(S),\subseteq )}은 최소 원소 {\displaystyle \varnothing }을 갖고, 원자들은 크기가 1인 부분 집합들이다. 이 역시 원자 집합이며, 상태적 원자 집합이며, 원자형 집합이다.
음이 아닌 실수의 전순서 집합 {\displaystyle (\mathbb {R} _{\geq 0},\leq )}은 최소 원소 0을 갖지만, 원자를 갖지 않는다.

## 참고 문헌
- Davey, B.A.; H. A. Priestley (2002). 《Introduction to lattices and order》 (영어) 2판. Cambridge University Press. doi:10.1017/CBO9780511809088. ISBN 978-0-521-78451-1. Zbl 1002.06001.